# Paproty
Paproty (deutscher Name Parpart, Kreis Schlawe/Pommern) ist ein Dorf in der polnischen Woiwodschaft Westpommern und gehört zur Landgemeinde Malechowo (Malchow) im Kreis Sławno (Schlawe).

## Geographische Lage
Das alte Bauerndorf Paproty liegt zehn Kilometer südwestlich der Kreisstadt Sławno in einem in südlicher Richtung verlaufenden Einschnitt der zum Tal der Grabowa (Grabow) abfallenden Grundmoränen. Es ist über eine Verbindungsstraße zwischen den Orten Malechowo (Malchow, 4 km, an der Landesstraße 6) und Ostrowiec (Wusterwitz, 6 km, an der Woiwodschaftsstraße 205) zu erreichen. Bis 1945 bestand Bahnanschluss über die Station Segenthin (Żegocino) an der Strecke Schlawe – Pollnow (Polanów) – Sydow (Żydowo) der Schlawer Bahnen.
Paproty wird umgrenzt von den Orten Malechowo (Malchow) im Westen, Malechówko (Neu Malchow), Karwiczki (Neu Karwitz) und Smardzewo (Schmarsow) im Norden, Żegocino (Segenthin) und Święcianowo (Wiesenthal) im Osten sowie Sulechówko (Klein Soltikow) und Sulechowo (Soltikow) im Süden – die Südgrenze markiert von der Grabowa.

## Ortsname
Die Bezeichnung Parpart, auch: Parparino, ist wendischen Ursprungs und bedeutet „Farnkraut“. Diese Bedeutung hat auch der polnische Name Paproty (paproć = Farn). Der deutsche Name Parpart trat vor 1945 auch in den pommerschen Kreisen Greifenberg (Gryfice), und Köslin (Koszalin) auf.

## Geschichte
Fürst Wizlaw II. von Rügen verlieh im 13. Jahrhundert dem Kloster Buckow das Dorf Parparino als Eigentum. 1275 wird diese Schenkung von Mestwin II. von Pommerellen bestätigt. Nach der Säkularisation fällt Parpart an das herzogliche Amt Rügenwalde.
Im Jahre 1640 wurde der Freischulze Martin Schwartz zu Parpart als Gläubiger der Stadt Rügenwalde genannt. Um 1780 ist über den Ort zu erfahren, dass er zu den Heidedörfern gehört und 1 Freischulzen, 11 Bauernhöfe, 3 Büdner und 1 Schulmeister mit zusammen 16 Feuerstellen hat.
1818 lebten hier 164 Einwohner. Ihre Zahl stieg bis 1885 auf 508 und betrug 1939 noch 443.
Bis 1945 gehörte zur Gemeinde Parpart die Ortschaft Neu Parpart (heute polnisch: Paprotki). Die Gemeinde gehörte damals zum Amt und Standesamt Malchow (Malechowo) sowie zum Amtsgericht Schlawe. Sie lag im Landkreis Schlawe i. Pom. im Regierungsbezirk Köslin der preußischen Provinz Pommern.
Am 7. März 1945 besetzten Truppen der Roten Armee den Ort. In der Kriegsfolgezeit kam Parpart als Paproty in polnische Hand und ist heute ein Teil der Gmina Malechowo im Powiat Sławieński der Woiwodschaft Westpommern (bis 1998 Woiwodschaft Köslin).

## Kirche
Vor 1945 waren die Einwohner von Parpart fast ausnahmslos evangelischer Konfession. Kirchdorf war Malchow, das mit Karwitz ein Kirchspiel bildete und zum Kirchenkreis Rügenwalde der Kirchenprovinz Pommern der Kirche der Altpreußischen Union gehörte. Letzter deutscher Geistlicher war Pfarrer Otto Nitschalk.
Seit 1945 leben in Paproty überwiegend katholische Einwohner. Das Dorf gehört weiterhin zu Malechowo, das nun dem Dekanat Sławno im Bistum Köslin-Kolberg angeschlossen ist.

## Schule
In Parpart bestand bis 1931 eine einklassige Schule, die danach durch Übernahme der kleinen einklassigen Schule in Neu Parpart zweiklassig geführt wurde. Die beiden letzten deutschen Schulmeister waren die Lehrer Schumacher und Vandrey.